# Roger Gaston-Marie-Joseph Villers
Roger Gaston-Marie-Joseph Villers, francoski general, * 1879, † 1949.